# Bernhard Welte

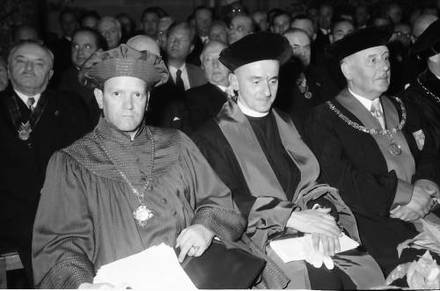
Bernhard Welte (w środku) podczas obchodów 500-lecia Uniwersytetu we Fryburgu, 1956

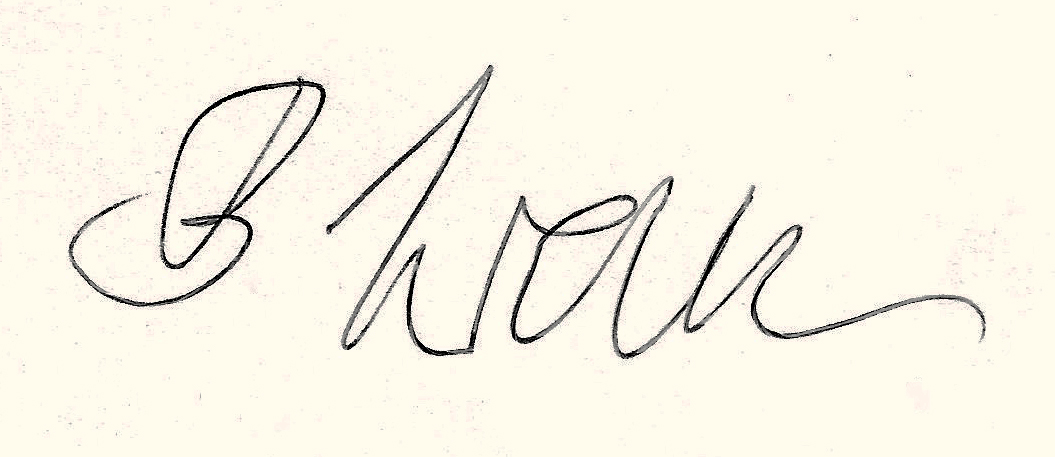
Bernhard Welte. Podpis 1976

Bernhard Welte (ur. 31 marca 1906 w Meßkirch, zm. 6 września 1983 we Fryburgu Bryzgowijskim) – profesor filozofii religii na Uniwersytecie we Fryburgu.

## Biogram
Był synem Oskara, doktora prawa. W latach 1912–1918 uczęszczał do szkoły podstawowej oraz Realschule w rodzinnym Meßkirch. Od 1918 kontynuował edukację w Gimnazjum im. Henryka Suzo w Konstancji, mieszkając w konwikcie św. Konrada. Następnie (1924) rozpoczął studia z teologii katolickiej we Fryburgu i Monachium.
Święcenia kapłańskie przyjął w roku 1929. Został wówczas mianowany kapelanem przy fryburskiej Katedrze Najświętszej Marii Panny. W latach 1934–1948 pełnił funkcję sekretarza arcybiskupa Conrada Gröbera, również pochodzącego z Meßkirch. Po jego śmierci w 1948 roku przyjął pod swój dach jego siostrę, Marie Gröber.
Tytuł doktora teologii Bernhard Welte uzyskał w roku 1938 u Engelberta Krebsa na podstawie rozprawy Die postbaptismale Salbung. Habilitował się natomiast w 1946 na podstawie rozprawy Der philosophische Glaube bei Karl Jaspers und die Möglichkeit seiner Deutung durch die thomistische Philosophie. W latach 40. i 50. Welte był członkiem tzw. Koła Fryburskiego skupionego wokół Karla Färbera, w którym intelektualiści tacy jak Max Müller, Reinhold Schneider, Robert Scherer i Heinrich Ochsner poszukiwali nowych dróg myślenia teologicznego, które wychodziłoby poza wąskie neoscholastyczne schematy.
W 1952 Welte został mianowany profesorem na Uniwersytecie Albrechta i Ludwika we Fryburgu. Dwa lata później powierzono mu katedrę chrześcijańskiej filozofii religii, którą piastował aż do przejścia na emeryturę w 1973 roku. W latach 1955/56 był rektorem Uniwersytetu Fryburskiego.
W latach 60. wygłosił kilka gościnnych wykładów w Ameryce Południowej. Został mecenasem międzynarodowych wymian dla naukowców i studentów. W latach 70. wygłaszał gościnne wykłady w Jerozolimie i Libanie. Nawiązał kontakt z buddyjskim filozofem Zen Tjuchimurą. W 1961 roku Welte wygłosił przemówienie z okazji odsłonięcia pomnika Conrada Gröbera podczas 700-lecia miasta Meßkirch. W grudniu 1966 roku papież Paweł VI mianował Weltego prałatem Domu Papieskiego. W 1976 Welte wygłosił mowę na pogrzebie Martina Heideggera. Zmarł 6 września 1983 roku we Fryburgu Bryzgowijskim w wieku 77 lat. Od 2008 roku spoczywa na cmentarzu w Meßkirch. Jego dorobek bada i pielęgnuje Bernhard-Welte-Gesellschaft. Pełne wydanie jego dzieł zostało opublikowane przez Herder Verlag we Fryburgu.

## Poglądy
Welte starał się połączyć żywym związkiem filozofię egzystencji Martina Heideggera i Karla Jaspersa z klasycznym podejściem metafizycznym (Tomasz z Akwinu). Możliwość i konieczność odnowy doświadczenia religijnego wyjaśniał w sposób fenomenologiczny, diagnozując rzeczywistość współczesnego życia. Obok Heideggera do myślicieli szczególnie ważnych dla jego twórczości należeli Augustyn, Tomasz z Akwinu, Mistrz Eckhart, Hegel, Kierkegaard, Nietzsche oraz Maurice Blondel.

## Dzieła

### Pisma zebrane (Herder Verlag)
- Abt. 1: Grundfragen des Menschseins
  - Bd. 1: Person, 2006
  - Bd. 2: Mensch und Geschichte, 2006
  - Bd. 3: Leiblichkeit, Endlichkeit und Unendlichkeit, 2006
  - Bd. 4: Zu Fragen der Bildung und Erziehung und zu einem neuen Humanismus, 2009
- Abt. 2: Denken in Begegnung mit den Denkern
  - Bd. 1: Meister Eckhart – Thomas von Aquin – Bonaventura, 2007
  - Bd. 2: Hegel – Nietzsche – Heidegger, 2007
  - Bd. 3: Jaspers, 2008
  - Bd. 4: Freiheit des Geistes und christlicher Glaube (1956), 2009
- Abt. 3: Schriften zur Philosophie der Religion
  - Bd. 1: Religionsphilosophie, 2008
  - Bd. 2: Kleinere Schriften zur Philosophie der Religion, 2008
  - Bd. 3: Zur Frage nach Gott, 2008
- Abt. 4: Theologische Schriften
  - Bd. 1: Hermeneutik des Christlichen, 2006
  - Bd. 2: Wege in die Geheimnisse des Glaubens, 2007
  - Bd. 3: Zur Vorgehensweise der Theologie und zu ihrer jüngeren Geschichte, 2007
- Abt. 5: Schriften zur Spiritualität und Predigten
  - Bd. 1: Geistliche Schriften, 2009
  - Bd. 2: Predigten, 2008

### Przekłady na język polski
- Czas i tajemnica (2000), przeł. Krystyna Święcicka;
- Czym jest wiara? Rozważania o filozofii religii (2000), przeł. Wojciech Patyna;
- Filozofia religii (1996), przeł. Grzegorz Sowinski, wstęp Jan Andrzej Kłoczowski.